# WWE 2K20
WWE 2K20 é um videogame de luta livre profissional desenvolvido pela Visual Concepts e publicado pela 2K. Foi lançado mundialmente em 22 de outubro de 2019, para Microsoft Windows, PlayStation 4 e Xbox One. É a vigésima primeira parcela da série WWE, a sétima sob a bandeira WWE 2K e a sucessora de WWE 2K19. 2K20 é o primeiro jogo da série a não ser desenvolvido pela Yuke's, que desenvolveu todas as entradas da série desde seu início em 2000. Visual Concepts, que já havia trabalhado com Yuke's como co-desenvolvedores desde 2014, assumiu como estúdio principal para a série.
WWE 2K20 recebeu imensas críticas negativas, com os críticos do jogo notando uma regressão na qualidade em comparação com 2K19. Desde então, o jogo ganhou notoriedade nas comunidades de luta livre e de jogos por seus muitos bugs no lançamento e outros problemas técnicos. Em resposta, 2K cancelaria WWE 2K21 e colocaria a série em um hiato por dois anos, com um spin-off, WWE 2K Battlegrounds, lançado em 2020, seguido pelo retorno da série principal com WWE 2K22, lançado em 11 de março de 2022.

## Jogabilidade

### Modos de jogo
O modo 2K Showcase do WWE 2K20 gira em torno das Quatro Cavaleiras da WWE (Bayley, “The Man” Becky Lynch, “The Queen” Charlotte Flair e “The Boss” Sasha Banks), de Charlotte vs. Natalya pelo Campeonato Feminino do NXT no NXT para uma vencedora Triple Threat leva todas as lutas entre "The Man" Becky Lynch, "The Queen" Charlotte Flair e "The Baddest Woman on the Planet" "Rowdy" Ronda Rousey pelos Campeonatos Femininos do Raw e SmackDown na WrestleMania 35. Os jogadores assumem o controle de diferentes modelos exclusivos de Bayley, Banks, Lynch e Flair, em 15 partidas. O modo 2K Towers, introduzido pela primeira vez em WWE 2K19, retornou à série. WWE 2K20 apresenta uma história feminina do MyCareer ao lado de uma história masculina, a primeira para 2K. (Os jogos anteriores da THQ tinham histórias femininas) A história se passa em abril de 2029, onde Red e Tre foram introduzidos no Hall da Fama da WWE como membros da Classe de 2029, o que aconteceu antes da WrestleMania 45 em Las Vegas, Nevada (também conhecido no jogo como WrestleMania 2029, como uma versão fictícia do evento daquele ano), 11 anos após o final do enredo WWE 2K19 MyCareer, no qual as partidas seguem as perspectivas de suas carreiras antes de colocarem seus lugares em jogo contra Samoa Joe e Brooklyn Von Braun na WrestleMania 45 no final da história.
O modo WWE Towers retornou, com uma das torres, conhecida como "Story Tower", centrada em Roman Reigns, com partidas com comentários exclusivos de Extreme Rules em 2013, como membro do The Shield, com Seth Rollins, junto com Dean Ambrose ao seu lado, contra o Team Hell No (Daniel Bryan e Kane), no Stomping Grounds em 2019, contra Drew McIntyre. Todas as lutas usam as contrapartes modernas dos superstars e aconteceram na WrestleMania 35.

## Lançamento
WWE 2K20 é o primeiro jogo da série desenvolvido exclusivamente pela Visual Concepts; entradas anteriores foram co-desenvolvidas pelo desenvolvedor japonês Yuke's. Foi relatado que Eminem estava fazendo a curadoria da trilha sonora do jogo no início do desenvolvimento, mas as negociações com o rapper fracassaram depois que a notícia vazou antes de ser oficializada.